# Wang Si-ťüe
Wang Si-ťüe (čínsky pchin-jinem Wáng Xījué, znaky zjednodušené 王锡爵, tradiční 王錫爵; 1534–1611) byl čínský politik mingského období. Císař Wan-li ho roku 1584 jmenoval velkým sekretářem, úřad zastával do roku 1591. V letech 1593–1594 neformálně stanul v čele mingské vlády jako první velký sekretář.

## Jména
Wang Si-ťüe používal zdvořilostní jméno Jüan-jü (čínsky pchin-jinem Yuányù, znaky zjednodušené 元驭, tradiční 元馭) a pseudonym Ťing-š’ (čínsky pchin-jinem Jīngshí, znaky zjednodušené 荆石, tradiční 荊石). Za zásluhy o stát byl poctěn posmrtným jménem Wen-su (čínsky pchin-jinem Wénsù, znaky zjednodušené 文肃, tradiční 文肅).

## Život
Wang Si-ťüe se narodil roku 1534, pocházel z okresu Tchaj-cchang v prefektuře Su-čou v Ťiang-nanu. Studoval konfuciánské klasiky, skládal úřednické zkoušky, roku 1562 složil i jejich nejvyšší stupeň, palácové zkoušky (s mimořádným úspěchem – jako druhý v pořadí), a získal hodnost ťin-š’. Poté nastoupil do akademie Chan-lin. Později sloužil na státní univerzitě Kuo-c’-ťien, vykonával funkci náměstka ministerstva obřadů. Roku 1577 se připojil k hodnostářům kritizujícím velkého sekretáře Čang Ťü-čenga za to, že nedržel smutek za zemřelého otce, doplatil na to uvolněním z úřadů.
Po úmrtí Čang Ťü-čenga (1582) se mohl vrátit k úřední kariéře. Roku 1584 se stal velkým sekretářem, v úřadě zůstal do roku 1591. Znova se k politice vrátil v letech 1593–1594 kdy zastával funkci prvního velkého sekretáře.
V letech 1583–1591 stál v čele velkého sekretariátu Šen Š’-sing, se kterým Wang Si-ťüe dobře spolupracoval. Šen byl totiž ve frakčních střetech umírněný, oponenty nechal přeložit nebo odvolat, po čase je však často povolával zpět do služby a snažil se vytvořit atmosféru spolupráce. Wang byl na druhé straně vznětlivý a tvrdý. Šen před kritikou ustupoval, Wang reagoval útočně. Společně tvořili doplňující se pár „hodného a zlého“.
V 80. letech fungovalo spojenectví mezi velkými sekretáři, vedením ministerstva státní správy a kontrolními úřady, které dominovalo mingské vládě a potlačovalo opozici. V letech 1590–1591 však rezignovali sekretář Šen Š’-sing, ministr státní správy Jang Wej a vedoucí kontrolního úřadu Wu Š’-laj a zmíněná aliance se rozpadla, když noví ministři státní správy (Lu Kuang-cu a Sun Lung) zaujali nezávislou pozici a odmítali si svá rozhodnutí nechat schvalovat v sekretariátu. Tak například šestileté hodnocení úředníků roku 1593 ministerstvo státní správy vedlo zcela nezávisle na sekretariátu a proti němu. Wang Si-ťüe na podporu svých straníků nemohl nic udělat, v dodatečných hodnoceních alespoň žádal odvolání několika organizátorů čistky. Proti tomu se postavil vedoucí kontrolního úřadu, císař však souhlasil a prohlásil Sun Lungovy akce za zneužití pravomoci a přiměl ho tím k demisi, což vyvolalo protesty mladších úředníků, včetně pozdějších zakladatelů akademie Tung-lin a Wang byl nucen odejít také, roku 1594.
Wang Si-ťüe se angažoval i ve sporu o jmenování korunního prince, takzvaném sporu o základ státu. Roku 1593 úředníci očekávali zda císař splní slib z roku 1591, že jmenuje korunního prince do dvou let. Císař se ke jmenování neměl, navrhl však Wang Si-ťüeovi, že své tři syny jmenuje knížaty – což by bylo v souladu se zákony – a vyčká, zda císařovna nebude mít syna. Wang sestavil edikt a poslal do ministerstvu obřadů, aby zahájilo přípravy, kritici však myšlenku odmítli s tím, že má být jmenován následník, a donutili Wang Si-ťüea aby se císaři omluvil s tím, že jmenování tří princů provést nelze, protože odporuje zákonům, což si dříve neuvědomil. Císař se poté myšlenky na jmenování synů knížaty vzdal, ale prohlásil, že následníka nejmenuje v dalších 2-3 letech.
V době studií byl Wang Si-ťüe relativně chudý, nicméně během kariéry získal nemalý majetek a v rodném Su-čou se stal jedním z nejbohatších mužů. Zemřel roku 1611.